# سرانگ

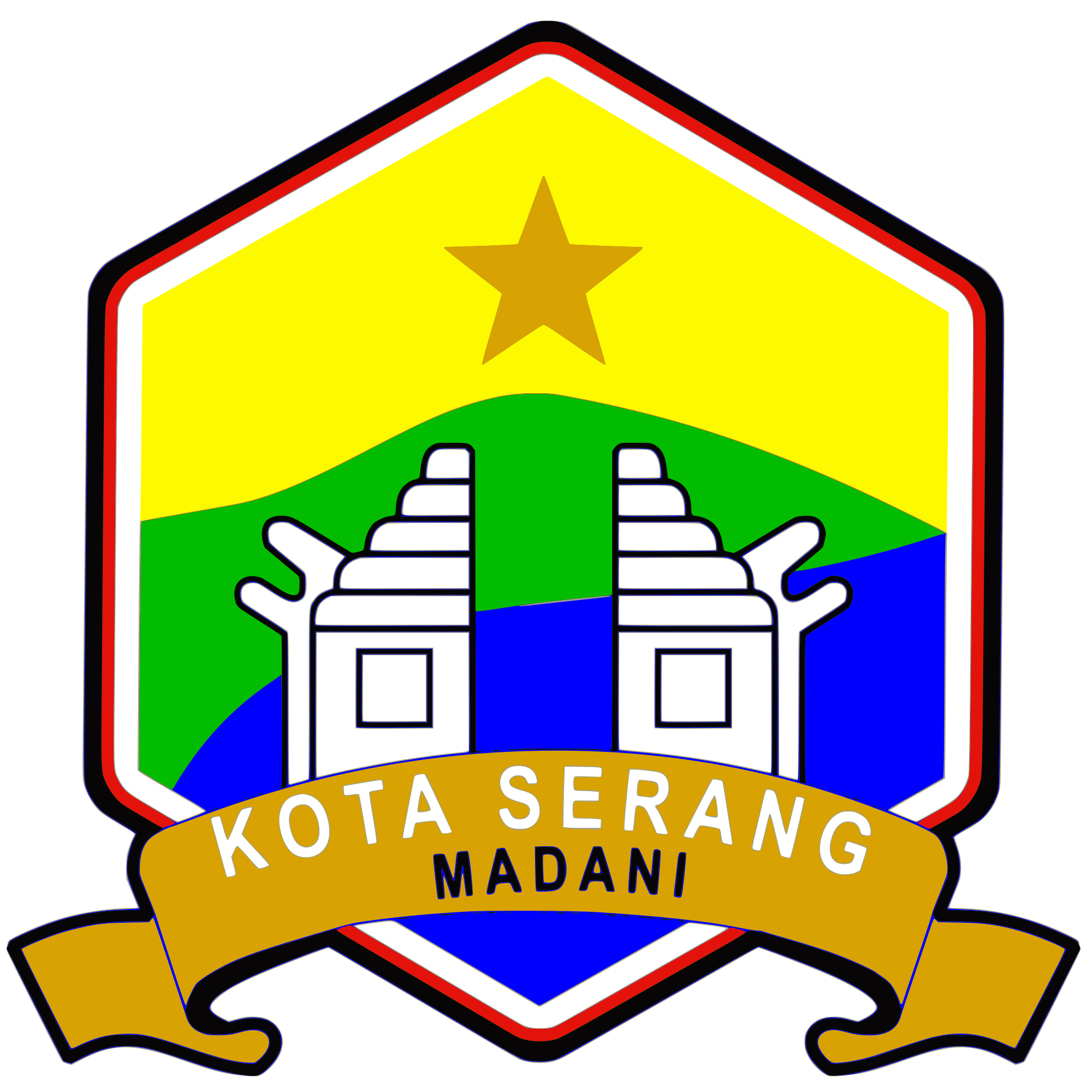
نشان سرانگ.

سرانگ (اندونزیایی: Kota Serang) پایتخت استان بانتن و مرکز اداری منطقهٔ سرانگ در اندونزی است.